# SV 1899 Mühlhausen
Der SV 1899 Mühlhausen ist ein deutscher Sportverein aus Mühlhausen/Thüringen im Unstrut-Hainich-Kreis. Der Verein ist aktiv in Leichtathletik, Fußball, Volleyball, Fechten, Boxen, Behindertensport, Gymnastik, Dart, Badminton und Capoeria.

## Geschichte
1899 wurde der FC Germania 1899 Mühlhausen gegründet. Der FC Germania war Gründungsmitglied des DFB und ist neben dem SC Erfurt 1895 einer der ältesten Fußballvereine Thüringens. 1918 fusionierte Germania mit Teutonia 1901 zum SV 1899. Mit dem Ende des Zweiten Weltkrieges wurde der Verein aufgelöst und zunächst nicht wiedergegründet.
Neue Vereine wurden gegründet und 1972 entstand durch eine Fusion aus der BSG Post der BSG Motor die BSG Union Mühlhausen. 1989/90 spielte die Mannschaft in der Staffel B der DDR-Liga. Nach der Wende benannte man sich um in SV Union Mühlhausen um. 1994 fusionierte die Union mit Fitness 90 bis zum SV 1899 Mühlhausen.
1997 gliederte sich die Fußballabteilung aus dem Gesamtverein unter dem Namen FC Union Mühlhausen aus. Der SV 1899 spielt noch immer aktiv Fußball, allerdings in unteren Ligen. In der Saison 2011/12 spielte der Verein in der zweittiefsten Spielklasse des Thüringer Fußball-Verbandes, der 2. Kreisklasse Unstrut-Hainich. Mittlerweile (2016) sind allerdings nur noch Mannschaften im Bereich der Junioren aktiv, die in der U15-Kreisoberliga antreten.